# Lecitin
Lecitin (E 322) je emulgator za kombiniranje vode i ulja. Biokemijski gledano spada u skupinu fosfatidilkolina, vrste fosfolipida. 
Dobiva se iz jaja ili soje. Hranjiv je i neotrovan, a koristi se kao dodatak hrani za osobe s oslabljenom funkcijom mozga. No, u nekim slučajevima možda je deriviran iz genetski modificirane soje.
Služi kao pričuvni spoj kolina za sintezu acetilkolina.

Vrsta lecitina, fosfo-dipalmitoil-fosfatidilkolin (dipalmitoillecitin) (smanjuje napetost površine) ─ kao glavni djelatni sastojak plućnog surfaktanta sprječava adheriranje unutrašnjih površina pluća. Njegov nedostatak je uzrok sindroma respiracijskog distresa kod nedonoščadi.